# 151
Het jaar 151 is het 51e jaar in de 2e eeuw volgens de christelijke jaartelling.

## Gebeurtenissen

### Klein-Azië
- Aan de Egeïsche kust worden de steden Mytilene en Smyrna (huidige İzmir) door een aardbeving verwoest.

### China
- Eerste jaar van de Yuanjia periode van de Chinese Han-dynastie.

## Geboren
- Zhong Yao, Chinees minister en kalligraaf (overleden 230)